# Афанасьевка (Приднестровье)
Афана́сьевка (рум. Afanasievca) — село в Дубоссарском районе непризнанной Приднестровской Молдавской Республики. Вместе с сёлами Красный Виноградарь, Калиновка, Новая Александровка и Новая Лунга входит в состав Красновиноградарского сельсовета.
Население с. Афанасьевка — 169 человек (осенью доходит до 350—500 человек: вместе с соседним селом Калиновка и обитателями небольшой воинской части в селе, а также с учётом палаточного городка военного полигона).
Село Афанасьевка создано в 1925 году переселенцами из с. Коржево (ныне это микрорайон Коржево г. Дубоссары). В 1925—1927 назывался Фрунзевка, затем в 1927—1932 Хулбока (селяне жили в землянках).
Село полностью газифицировано и электрифицировано ПМР, действует трёхэтажный клуб улучшенной планировки; между сёлами Афанасьевка и Калиновка находится приднестровский военный полигон бронетехники и артиллерии.